# Memoriał Janusza Kusocińskiego 2011
57. Memoriał Janusza Kusocińskiego – mityng lekkoatletyczny, który odbył się 25 czerwca 2011 na Miejskim Stadionie Lekkoatletycznym im. Wiesława Maniaka w Szczecinie. Zawody znalazły się w kalendarzu European Athletics Outdoor Premium Meetings  – cyklu najważniejszych mityngów organizowanych pod egidą Europejskiego Stowarzyszenia Lekkoatletycznego.
Transmisję z zawodów przeprowadziła TVP Sport.

## Rezultaty

### Mężczyźni
| Konkurencja:               | 1. miejsce                                                            | Rezultat | 2. miejsce                                                    | Rezultat | 3. miejsce                                                                   | Rezultat |
| Bieg na 100 m              | Kim Collins                                                           | 10,20    | Dariusz Kuć                                                   | 10,25    | Marlon Devonish                                                              | 10,28    |
| Bieg na 100 m (U-23)       | Jakub Giżyński                                                        | 10,66    | Artur Zaczek                                                  | 10,70    | Mateusz Biegajło                                                             | 10,73    |
| Bieg na 400 m              | Robert Tobin                                                          | 45,72    | Ofentse Mogawane                                              | 45,78    | Marcin Marciniszyn                                                           | 45,93    |
| Bieg na 1500 m             | Benson Seurei                                                         | 3:36,72  | Mulugeta Wondimu                                              | 3:37,23  | Artur Ostrowski                                                              | 3:37,57  |
| Bieg na 3000 m             | Walentin Smirnow                                                      | 7:49,11  | Abraham Akopescia                                             | 7:51,46  | Siarhiej Czabiarak                                                           | 7:51,46  |
| Bieg na 110 m przez płotki | Artur Noga                                                            | 13,57    | Lehann Fourie                                                 | 13,58    | Willi Mathiszik                                                              | 13,61    |
| Skok wzwyż                 | Dmytro Demjaniuk                                                      | 2,26     | Wiktor Ninow Jarosław Rybakow                                 | 2,23     |                                                                              |          |
| Skok o tyczce              | Łukasz Michalski                                                      | 5,72     | Siergiej Kuczerianu                                           | 5,60     | Igor Pawłow                                                                  | 5,60     |
| Pchnięcie kulą             | Tomasz Majewski                                                       | 21,25    | Andrej Michniewicz                                            | 20,91    | Pawieł Łyżyn                                                                 | 20,09    |
| Rzut dyskiem               | Piotr Małachowski                                                     | 68,49    | Benn Harradine                                                | 65,34    | Roland Varga                                                                 | 64,17    |
| Sztafeta 4 x 100 m         | Polska · Olaf Paruzel · Dariusz Kuć · Robert Kubaczyk · Kamil Kryński | 38,84    | Czechy · Jan Veleba · Jiří Vojtík · Vojtěch Šulc · Lukáš Milo | 39,53    | Południowa Afryka · Hannes Dreyer · Simon Magakwe · PC Beneke · Thuso Mpuang | 39,94    |

### Kobiety
| Konkurencja:               | 1. miejsce                                                                          | Rezultat   | 2. miejsce                                                                       | Rezultat | 3. miejsce                                                                         | Rezultat |
| Bieg na 100 m              | Ołesia Powch                                                                        | 11,28      | Natalija Pohrebniak                                                              | 11,35    | Inna Eftimowa                                                                      | 11,38    |
| Bieg na 100 m (U-23)       | Anna Kiełbasińska                                                                   | 11,72      | Jelizaweta Bryzhina                                                              | 11,82    | Małgorzata Kołdej                                                                  | 12,04    |
| Bieg na 200 m              | Chrystyna Stuj                                                                      | 23,28      | Abi Oyepitan                                                                     | 23,53    | Jelizaweta Bryzhina                                                                | 23,62    |
| Bieg na 800 m              | Swiatłana Usowicz                                                                   | 1:58,12 WL | Lilija Łobanowa                                                                  | 1:59,94  | Jelena Kofanowa                                                                    | 2:00,81  |
| Bieg na 400 m przez płotki | Wania Stambołowa                                                                    | 54,73      | Hanna Titimeć                                                                    | 55,43    | Anastasija Rabczeniuk                                                              | 55,46    |
| Skok o tyczce              | Swietłana Fieofanowa                                                                | 4,70       | Anna Rogowska                                                                    | 4,60     | Monika Pyrek                                                                       | 4,50     |
| Skok w dal                 | Ludmiła Kołczanowa                                                                  | 6,65       | Nastassia Mironczyk-Iwanowa                                                      | 6,63     | Teresa Dobija                                                                      | 6,55     |
| Rzut młotem                | Tatjana Łysienko                                                                    | 70,18      | Anita Włodarczyk                                                                 | 69,62    | Zalina Marghieva                                                                   | 69,34    |
| Sztafeta 4 x 100 m         | Ukraina · Ołesia Powch · Natalija Pohrebniak · Chrystyna Stuj · Jelizaweta Bryzhina | 43,69      | Polska · Agnieszka Ligięza · Marika Popowicz · Marta Jeschke · Anna Kiełbasińska | 43,88    | Wielka Brytania · Bernice Wilson · Donna Fraser · Montell Douglas · Meghan Beesley | 44,99    |